# 富士吉田市立富士山レーダードーム館

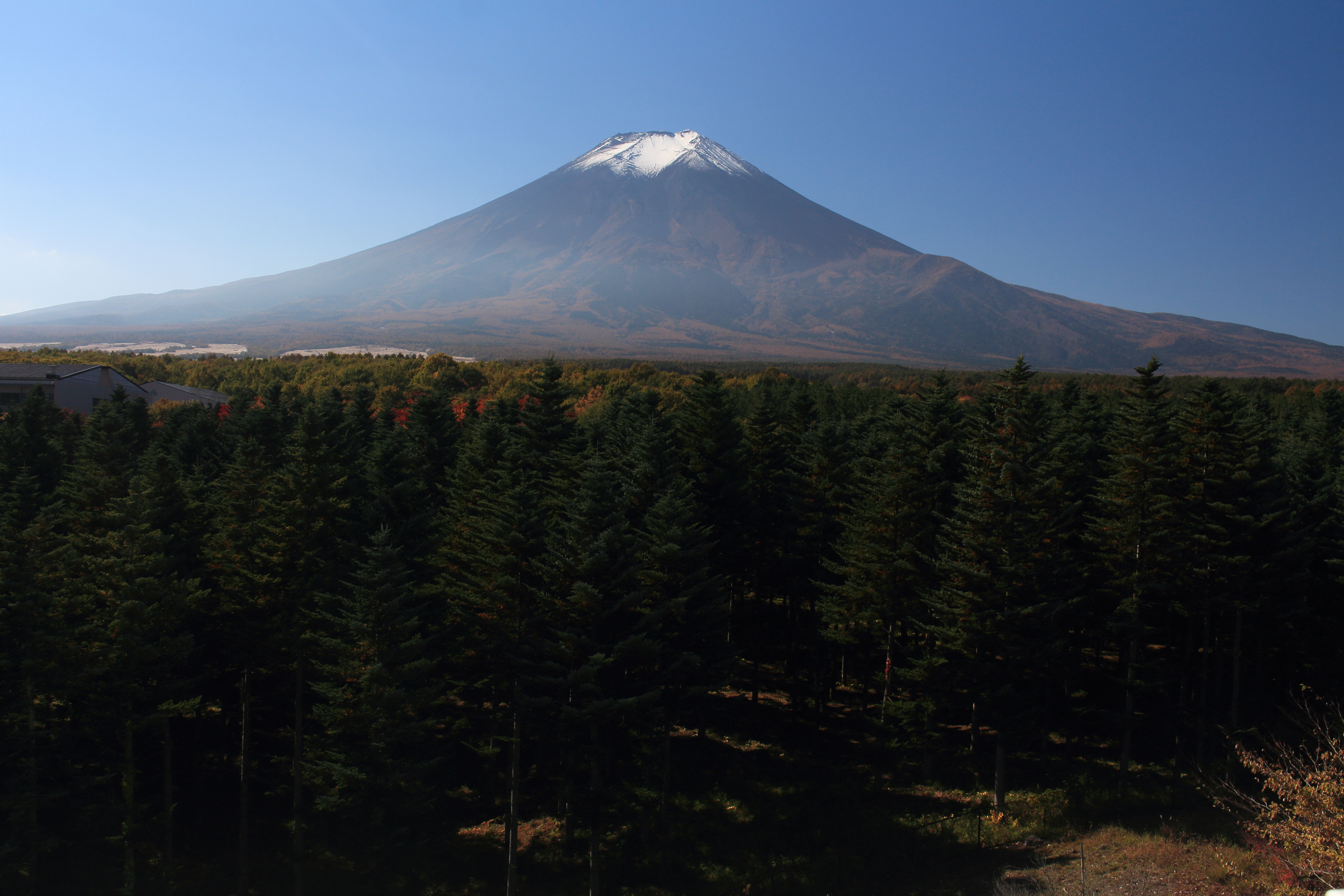
富士山レーダードーム館から望む富士山

富士吉田市立富士山レーダードーム館（ふじよしだしりつふじさんレーダードームかん、英: Mt. Fuji Radar Dome Museum）は、山梨県富士吉田市にある富士吉田市立の科学館。富士山親水公園（リフレ富士吉田）内にある。

## 概要
日本の気象観測に欠かせない存在であった富士山レーダーを移設し、体験学習施設として公開している。
- 所在地：山梨県富士吉田市新屋1936-1
- 開館時間[3]：午前9時30分 - 午後5時（入館は午後4時30分まで）
- 入館料[3]：大人600円、学生（高校生以下）400円
  - この施設の入場券により至近の富士吉田市立歴史民俗博物館にも入館できる。
- 休館日[3]：8月を除く火曜日（祝日の場合は翌日）
- 駐車場（無料）：小型70台、大型10台、障害者用2台

## 常設展示室
1階「富士山レーダーの軌跡」
- シアター：NHK総合テレビのドキュメンタリー番組「プロジェクトX〜挑戦者たち〜」の第1回放送「巨大台風から日本を守れ 富士山頂・男たちは命をかけた」を元に制作された富士山レーダー建設の経緯を扱った映像作品「世界最大のレーダー建設〜富士山頂9,000人のドラマ〜」を放映している。
- 写真・資料展示
- 新田次郎コーナー：富士山レーダー建設当時の気象庁職員で、後に作家として活躍した新田次郎のゆかりの品や著書を展示する。

2階「富士山からの気象観測」
- 富士山の自然環境および世界の気象に関する展示：富士山レーダーでの気象観測に実際に使われた機材等を展示している。
- 富士山頂の環境体験コーナー：気温-5℃、風速13mの世界を体験できる。
- 富士山レーダーリレーアンテナ：東京・大手町の気象庁と交信するために使用されたマイクロ波電波塔を復元したもの。屋外展示。

3階「35年の役割を終えて」
- 富士山レーダー：実物を天井吹き抜けで公開している。1分間に2回転の速さで回転する。

## 沿革
1964年（昭和39年）に設置された富士山レーダーは日本の台風観測の砦として利用されてきたが、1999年（平成11年）にその役割をひまわり5号に、周辺のレーダー観測を静岡県の牧之原と長野県の車山に譲り、35年の歴史に幕を下ろした。
その後、2001年（平成13年）9月に山麓の富士吉田市に移設され、2004年（平成16年）に体験学習施設として一般公開を開始した。
- 2004年（平成16年）4月24日 - 開館[4]。
- 2004年（平成16年）8月23日 - 入館者数5万人達成[4]。
- 2007年（平成19年）7月14日 - 入館者数30万人達成[4]。

## 交通
- 富士山麓電気鉄道富士急行線富士山駅から富士急行路線バス平野または山中湖バスターミナル行き乗車、「サンパーク富士」下車徒歩3分。